# Castelul Marienfels
Coordonate: 50° 35' 20" N, 7° 12' 38" O
Castelul Marienfels situat pe malul stâng al Rinului în Remagen, Germania este construit în stil arhitectonic romantic rococo, Clădirea cuprinde o supfrafață locuibilă de ca. 800 m² compusă din 18 camere. Castelul este înconjurat de un parc cu copaci  care se întinde pe o suprafață de 100.000 m². Pe timp frumos se poate vedea castelul din turnul domulului din Köln. Nu departe în aval pe malul celălalt al Rinului se află insula  Nonnenwerth și Drachenfels.
Edificiul a fost construit între anii 1859-1874  sub conducerea arhitectului  Karl Schnitzler, cheltuielile de construcție 87.670 de taleri, fiind finanțate de fabricantul  Eduard Frings, castelul fiind a doua rezidență a lui.
După ce castelul a avut mai mulți proprietari, în cele din urmă la 16 noiembrie 2004 va fi cumpărat cu 3,5 milioane de euro de moderatorul TV  german Thomas Gottschalk, care lasă clădirea să fie renovată.